# Washington Township (comté de Schuylkill, Pennsylvanie)
Pour les articles homonymes, voir Washington Township.
Washington Township est un township situé au sud du comté de Schuylkill, en Pennsylvanie, aux États-Unis,. En 2010, il comptait une population de 3 033 habitants.

## Démographie
Lors du recensement de 2010, le township comptait une population de 3 033 habitants. Elle est estimée, en 2016, à 2 932 habitants.

### Source de la traduction
- (en) Cet article est partiellement ou en totalité issu de l’article de Wikipédia en anglais intitulé « Washington Township, Schuylkill County, Pennsylvania » (voir la liste des auteurs).